# Malaspina Sky
Die Malaspina Sky ist eine Doppelendfähre der kanadischen Reederei BC Ferries.

## Geschichte
Das Schiff wurde unter der Baunummer 167 auf der Werft Vancouver Shipyards in North Vancouver gebaut. Die Kiellegung fand am 11. Dezember 2006, der Stapellauf am 21. November 2007 statt. Die Fertigstellung erfolgte am 5. Dezember 2008.
Die Fähre wurde im Februar 2009 als Island Sky zwischen Earls Cove und Saltery Bay in Dienst gestellt. Sie ersetzte hier die Queen of Chilliwack.
Im Oktober 2019 wurde das Schiff in Malaspina Sky umbenannt. BC Ferries wollte damit eine Verwechselung mit den ab 2020 in Dienst gestellten Fähren der Island-Klasse vermeiden, deren Namen jeweils mit „Island“ beginnt.
Der Schiffsentwurf stammte vom Schiffsarchitekturbüro Polar Design Sales. Er basierte auf der im Sommer 1991 in Dienst gestellten Queen of Capilano. Die Baukosten der Fähre beliefen sich auf 45,5 Mio. kanadische Dollar.

## Technische Daten und Ausstattung
Das Schiff wird von vier Niigata-Dieselmotoren des Typs 6L25-HX mit jeweils 1530 PS Leistung angetrieben. Jeweils zwei der Antriebsmotoren sind in einem der beiden Maschinenräume im Rumpf der Fähre untergebracht. Die Motoren wirken über Getriebe auf Propellergondeln, von denen sich jeweils zwei an den beiden Enden der Fähre befinden. Für die Stromerzeugung stehen drei von Caterpillar-Dieselmotoren des Typs 3406 mit jeweils 280 kW Leistung angetriebene Generatoren zur Verfügung. Zwei Generatorsätze befinden sich in dem einen Maschinenraum, der dritte in dem anderen Maschinenraum. Der Notgenerator besteht aus einem identischen Generatorsatz.
Die Abwärme der Motoren wird für die Heizung an Bord verwendet.
Die Fähre verfügt über ein durchlaufendes Fahrzeugdeck mit acht Fahrspuren. Das Fahrzeugdeck ist über landseitige Rampen zugänglich. Über den beiden äußeren Fahrspuren befindet sich jeweils ein zusätzliches, festes Fahrzeugdeck mit einer Fahrspur, das über feste Rampen vom Hauptdeck aus zugänglich ist. Der Bereich auf und unterhalb der beiden seitlichen Decks ist in der Höhe auf die Beförderung von Pkw beschränkt. Die nutzbare Durchfahrtshöhe auf den mittleren Fahrspuren beträgt 4,45 m, auf und unter dem erhöhten Deck stehen 2,1 m zur Verfügung. BC Ferries gibt die Fahrzeugkapazität der Fähre mit 112 Pkw an.
Das Fahrzeugdeck ist zu einem großen Teil von den Decksaufbauten überbaut. Auf dem Deck oberhalb der Fahrzeugdecks befinden sich die Einrichtungen für die Passagiere, darunter Aufenthaltsräume mit Sitzgelegenheiten und ein Selbstbedienungsrestaurant. Auf dem darüberliegenden Deck befinden sich unter anderem die Einrichtungen für die Schiffsbesatzung. Außerdem befindet sich hier ein umlaufender, offener Decksbereich mit Sitzgelegenheiten. Darüber befindet sich ein Deck mit technischen Betriebsräumen und einem weiteren, ebenfalls umlaufenden, offenen Decksbereich mit weiteren Sitzgelegenheiten. Auf dieses Deck ist das Steuerhaus aufgesetzt.